# Dunedin-Maler (Fälscher)
Als Dunedin-Maler (englisch Dunedin Painter) wird ein moderner Fälscher antiker griechischer Keramik bezeichnet.
Mit dem sich immer mehr ausbreitenden Wunsch nach eigener Antikensammlung im 19. Jahrhundert begannen auch Fälscher damit, Werke für diesen Markt zu schaffen und als echte Werke auszugeben. Bei seinen Studien zur korinthischen Vasenmalerei gelang es Darrell A. Amyx, zwei Handschriften von Fälschern herauszuarbeiten, die er analog zu unbekannten antiken Künstlern mit Notnamen versah. Er unterschied den Shoe Lane Painter und eben den Dunedin Painter. Letzterem wies Amyx sicher aus stilistischen Gründen acht Werke zu, weitere acht sind diesen möglicherweise hinzuzufügen. Wahrscheinlich ist die Zahl der Stücke noch deutlich höher, Amyx publizierte aber nur solche Stücke, die schon publiziert waren oder bei denen er das Einverständnis der Besitzer zur Veröffentlichung hatte. Der Dunedin Painter produzierte dabei durchweg neue Vasen, die er mit Motiven verzierte, die Rückgriffe sowohl auf die korinthische als auch die attische und lakonische Vasenmalerei sowie die pontischen Vasen bilden. Der möglicherweise in Tarquinia ansässige Fälscher war etwa im Zeitraum zwischen 1884 und 1907 aktiv. Benannt ist er nach einer Vase im Otago-Museum in Dunedin.
Daneben gibt es auch einen echten antiken apulischen Vasenmaler mit dem Notnamen Dunedin-Maler.